# Ostenoselache stenosoma
L'ostenoselache (Ostenoselache stenosoma) è uno squalo estinto, appartenente ai neoselaci. Visse nel Giurassico inferiore (circa 200 – 195 milioni di anni fa) e i suoi resti fossili sono stati ritrovati in Italia. Era caratterizzato da un rostro insolitamente allungato.

## Descrizione
Questo squalo possedeva una forma corporea del tutto particolare, molto diversa da quella di qualsiasi squalo attuale o estinto. Il corpo era molto snello (da qui il nomignolo skinny shark, squalo magro, attribuitogli informalmente dagli studiosi), e in totale l'animale poteva raggiungere una lunghezza massima di circa 30 centimetri. La colonna vertebrale era formata da circa 150 vertebre a forma di rocchetto.
Il cranio, benché mal conservato nella maggior parte degli esemplari, era molto particolare: le orbite erano grandi, mentre la mandibola era lunga e sottile e dotata di circa 30 denti semplici, con una singola cuspide. Il cranio si prolungava in un rostro allungato e appiattito, che si proiettava ben oltre la bocca; il rostro era completamente diverso dalla struttura presente in animali come i pesci sega, gli squali goblin o le razze, ed era formato da uno scheletro cartilagineo dalla struttura complessa, con una serie di diramazioni proiettate in avanti.
Le pinne sono poco note, ma molti esemplari conservano la cartilagine addizionale che forma l'appendice pelvica dei maschi. L'ano era situato molto in avanti, e la coda era lunghissima. Ostenoselache è l'unico squalo a possedere una sola pinna mediana, l'anale, estesa dall'ano alla punta della coda e sostenuta da numerose cartilagini radiali.

### Uno squalo elettrico?
Secondo Christopher Duffin, che nel 1998 studiò Ostenoselache, gli unici pesci vagamente simili a questo animale sono i rappresentanti attuali della famiglia dei gimnotidi, che comprendono anche l'anguilla elettrica (Electrophorus electricus). Come quest'ultima, anche Ostenoselache possedeva una lunga coda e l'unica pinna presente era una lunghissima pinna anale; l'elettroforo attuale possiede organi elettrici (ovvero muscoli modificati che generano un campo elettrico) che possono ricoprire l'80 % della lunghezza del suo corpo, e organi di senso che possono interpretare le distorsioni di questo campo. Secondo Duffin, anche Ostenoselache possedeva organi simili lungo il corpo; la strana struttura sulla testa, invece, doveva essere un organo elettrorecettore.

## Paleobiologia
Lo spostamento in avanti dell'intestino e degli altri organi di Ostenoselache e la notevole espansione della coda suggerisce che i muscoli caudali potessero essere modificati a formare organi elettrici, grazie ai quali Ostenoselache produceva campi per orientarsi nelle acque scure del mare in cui viveva, torbide a causa del decadimento algale.
Si suppone che Ostenoselache rilevasse i campi elettrici grazie alla struttura cranica allungata, e che fosse in grado di generare anche vere e proprie scariche elettriche. Il suo analogo attuale, l'anguilla elettrica, è in grado di produrre scariche di 600 volts, sia per predare che per difendersi. In ogni caso, le piccole dimensioni di Ostenoselache non dovevano renderlo così efficiente: molti suoi resti fossili sono stati ritrovati all'interno di altri fossili di un grosso crostaceo tilacocefalo, Ostenocaris, che evidentemente si cibava di Ostenoselache.

## Classificazione
Nonostante questo animale sia conosciuto grazie a una cinquantina di esemplari ben conservati provenienti dal giacimento di Osteno (Italia), la classificazione di Ostenoselache non è chiara, a causa della morfologia altamente peculiare. Duffin (1998) descrisse questo animale come un rappresentante dei neoselaci; tuttavia lo studioso preferì classificarlo in una famiglia a sé stante, Ostenoselachidae, ben distinta dai contemporanei paleospinacidi (Palaeospinacidae).
Ostenoselache non è certo l'unico pesce cartilagineo elettrico: le attuali torpedini, ad esempio, possiedono un apparato elettrico piuttosto potente, ma apparvero solo nel Miocene (185 milioni di anni più tardi rispetto a Ostenoselache). Ostenoselache è quindi il più antico pesce cartilagineo elettrico noto, e anche l'unico ad avere sviluppato una morfologia serpentiforme.